# NGC 196
NGC 196 ist eine linsenförmige Galaxie vom Hubble-Typ SB0 im  Sternbild Walfisch südlich der Ekliptik. Sie ist schätzungsweise 193 Millionen Lichtjahre von der Milchstraße entfernt und hat einen Durchmesser von etwa 75.000 Lichtjahren. Gemeinsam mit NGC 173, NGC 192, NGC 197, NGC 201 und NGC 237 bildet sie die Hickson-Kompaktgruppe HCG 7 oder NGC 192-Gruppe.
Das Objekt wurde am 28. Dezember 1790 von dem deutsch-britischen Astronomen Wilhelm Herschel entdeckt.